# Astrolirus
Genre
Astrolirus est un genre d'étoiles de mer complexes de la famille des Brisingidae.

## Systématique
Le genre Astrolirus a été créé en 1917 par le zoologiste américain Walter Kenrick Fisher (1878–1953), avec pour espèce type Brisinga panamensis Ludwig, 1905, rebaptisée Astrolirus panamensis.

## Liste des espèces
Selon World Register of Marine Species (3 juin 2022) :
- Astrolirus panamensis (Ludwig, 1905) -- Pacifique est - espèce type
- Astrolirus patricki Zhang & al., 2020 -- Pacifique ouest

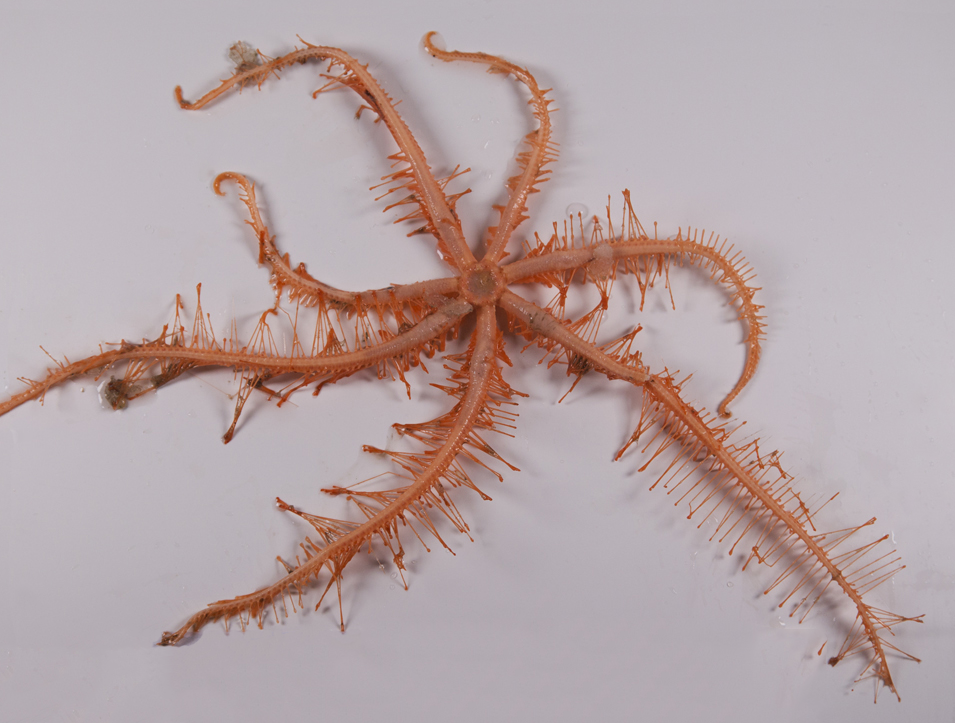
Astrolirus patricki.

## Publication originale
- (en) Walter K. Fisher, « New genera and species of Brisingidae », Annals and Magazine of Natural History, Londres, Taylor & Francis, vol. 20, no 120,‎ décembre 1917, p. 418-431 (ISSN 0374-5481, OCLC 1481361, DOI 10.1080/00222931709487030, lire en ligne).